# Скшельчиці
Скшельчиці (пол. Skrzelczyce) — село в Польщі, у гміні Пежхниця Келецького повіту Свентокшиського воєводства.
Населення — 644 особи (2011).
У 1975-1998 роках село належало до Келецького воєводства.

## Демографія
Демографічна структура на день 31 березня 2011 року:
|          | Загалом | Допрацездатний вік | Працездатний вік | Постпрацездатний вік |
| -------- | ------- | ------------------ | ---------------- | -------------------- |
| Чоловіки | 323     | 76                 | 216              | 31                   |
| Жінки    | 321     | 89                 | 169              | 63                   |
| Разом    | 644     | 165                | 385              | 94                   |